# Dierogekko nehoueensis
Espèce
Statut de conservation UICN

 CR B1ab(i,ii,iii) : 
En danger critique
Dierogekko nehoueensis est une espèce de gecko de la famille des Diplodactylidae.

## Répartition
Cette espèce est endémique de Nouvelle-Calédonie. Elle se rencontre dans les environs du dôme de Tiébaghi.

## Étymologie
Son nom d'espèce, composé de nehoue et du suffixe latin -ensis, « qui vit dans, qui habite », lui a été donné en référence au lieu de sa découverte, Rivière Néhoué.

## Publication originale
- Bauer, Jackman, Sadlier & Whitaker, 2006 : A revision of the Bavayia validiclavis group (Squamata : Gekkota : Diplodactylidae), a clade of New Caledonian geckos exhibiting microendemism. Proceedings of the California Academy of Sciences, vol. 57, n. 18, p. 503-547 (texte intégral).